# Carlos Ariel Luna
Pour les articles homonymes, voir Carlos Luna et Luna.
Carlos Ariel Luna est un footballeur argentin né le 17 janvier 1982  à Piquillín.

## Carrière
- 2000-2003 : Deportivo Español  Argentine
- 2003-2004 : All Boys  Argentine
- 2004-2005 : CA Tigre  Argentine
- 2005-2006 : Racing Club  Argentine
- 2006-2007 : Quilmes AC  Argentine
- 2007-2008 : Elche CF  Espagne
- 2008-2010 : CA Tigre  Argentine
- 2010-2012 : LDU Quito  Équateur
  - 2011-2012 : CA Tigre  Argentine (prêt)
- 2012-2013 : River Plate  Argentine[1]
- 2013-2014 : Rosario Central  Argentine
- 2014- : CA Tigre  Argentine